# António de Sousa (poeta)
António de Sousa (Porto, 1898 — Oeiras, 1981) foi um poeta português. 
Publicou inicialmente os seus livros com o pseudónimo Antonio de Portucale e fez várias traduções.

## História
António de Sousa nasceu na cidade do Porto, em 1898. 
Licenciado em Direito, pela Universidade de Coimbra, foi autor de obras poéticas de diferentes estilos, incluindo letras de fados de Coimbra.
Foi iniciado em 1927 na Maçonaria, na Loja Revolta de Coimbra, sob o nome simbólico de João de Deus.
António de Sousa dirigiu várias publicações como Audácia (1917, Gaia, como Antonio de Portucale), Boletim da Associação Cristã da Mocidade (1927, Lisboa), Gazeta de Filosofia (1943, Lisboa) e  Luz (1967, Paião, Boletim paroquial da Freguesia de Paião). Colaborou ainda com títulos como Ícaro, Byzancio, Vértice, Tríptico, Presença, Portucale, O Diabo, Revista de Portugal e a revista Altura.
António de Sousa viveu, a partir da década de 50, na sua casa de Algés, na Rua Luís de Camões, 91-A. Profundamente abalado pela morte de sua mulher, Alice Toufreloz Brito de Sousa, deixou de frequentar os cafés de Lisboa e retirou-se para uma vida ascética, tendo como únicas companhias os livros, uma velha gata preta e como única visita a neta, Maria João.
António de Sousa faleceu em Oeiras em 1981.

## Obras publicadas

### Antonio de Portucale
Obras de António de Sousa publicadas com o pseudónimo Antonio de Portucale:
- Cruzeiro de Opálas (1918, Coimbra; 1929, Lisboa, A. Portucale)
- O Encantado (1919, Porto, Renascença Portuguesa)

### António de Sousa
Obras publicadas de António de Sousa:
- Caminhos (1933, Lisboa, Edições Seara Nova)
- Ilha Deserta (1937, Edições Presença; 1954, 2.ª ed., Lisboa, Inquérito)
- Sete luas (1943, Coimbra; 1954, 2.ª ed., Lisboa, Inquérito)
- O náufrago perfeito (1944, Coimbra)
- Jangada (1946, Coimbra, Coimbra Editora)
- Livro de Bordo (1950, Lisboa , Editorial Inquérito; 1957, 2.ª ed., Lisboa, Europa-América)
- Linha de terra (1951, Lisboa, Inquérito)
- Terra ao Mar (1954, Lisboa , Inquérito)
- A ilha de Sam Nunca (1982, Angra do Heroísmo, Sec. Reg. Assuntos Culturais,  Antologia org. por Natália Correia)

## Traduções
Traduções publicadas de António de Sousa:
- Moira de Julien Green (1954; 1973; 1984, Lisboa, Ulisseia, com outros)
- A minha Mãe e eu... de Cheng Tcheng (1942, Lisboa, Ed. Sirius)
- História Social da Arte e da Cultura de Arnold Hauser (1954, 2.ª ed., Lisboa, Jornal do Foro, com outros)
- Ion de Liviu Rebreanu (1955; 1956, Lisboa, Ulisseia)
- O Tio Goriot de Honoré de Balzac (1974, Lisboa, Celidis)
- O Mundo Não Perdoa de William Faulkner (1960, Lisboa, Europa-América)

## Ensaios
- "A mulher na vida e na obra de Balzac" incluído na tradução de Eugénia Grandet (1833) de Balzac traduzido por Jaime Brasil. (1966, Lisboa, Portugália)[3]